# Ladies' Night
Ladies' Night è il tredicesimo album del gruppo musicale statunitense Kool & the Gang, pubblicato nel 1979 da De-Lite Records.

## Tracce
1. Ladies' Night - 6:38 (George Brown - Kool & the Gang)
2. Got You Into My Life - 4:25 (Robert Bell - Kool & the Gang)
3. If You Feel Like Dancin - 5:05 (Robert Bell - Kool & the Gang)
4. Hangin' Out - 5:31 (Robert Bell - Kool & the Gang)
5. Tonight's The Night - 7:21 (Robert Bell - Kool & the Gang)
6. Too Hot - 5:05 (George Brown - Kool & the Gang)

## Singoli
- Ladies' Night
- Too Hot

## Formazione
- Clifford Adams - trombone
- Christine Albert - tromba
- Robert Bell - basso e voce
- Ronald Bell - tastiere e voce
- George Brown - batteria, tastiere e voce
- Diane Cameron - voce
- Eumir Deodato - tastiere
- Jon Faddis - tromba
- Cynthia Huggins - voce
- Adam Ippolito - tastiere
- Robert Mickens - tromba e voce
- Joan Motley - voce
- Charles Smith - chitarra e voce
- James J.T. Taylor - voce
- Dennis D.T. Thomas - tastiere e voce
- Cedric Toon - voce
- Earl Toon - tastiere e voce